# ديب كول
ديب كول (بالصينية: 九州风神)، (بالإنجليزية: Deepcool)‏ هي شركة صينيَّة لتصنيع عتاد الحاسوب تأسست عام 1996، تقوم بتصنيع عتاد مُعالجة حرارة الحاسوب، مثل عتاد التبريد (المُبردات) ومُلحقات التبريد الأُخرى لأجهزة الكمبيوتر المكتبيَّة وأجهزة الكمبيوتر المحمولة والخوادم، ثُمَّ أصبحت تقوم بإنتاج صناديق الحاسوب ومنتجات التبريد السائل مزودات الطاقة.

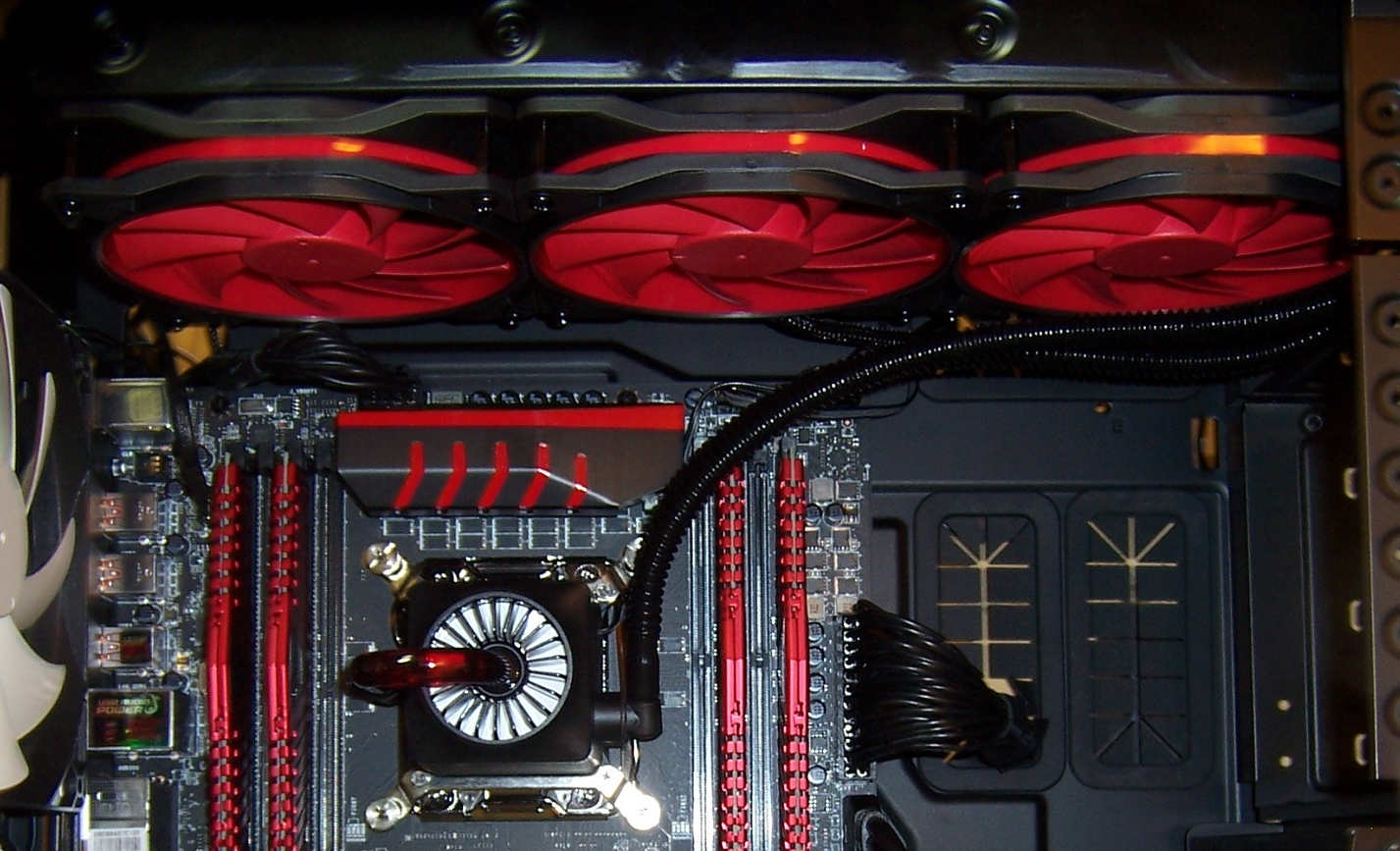
مُبرِّد مائي مِن شركة ديب كول

## تاريخ

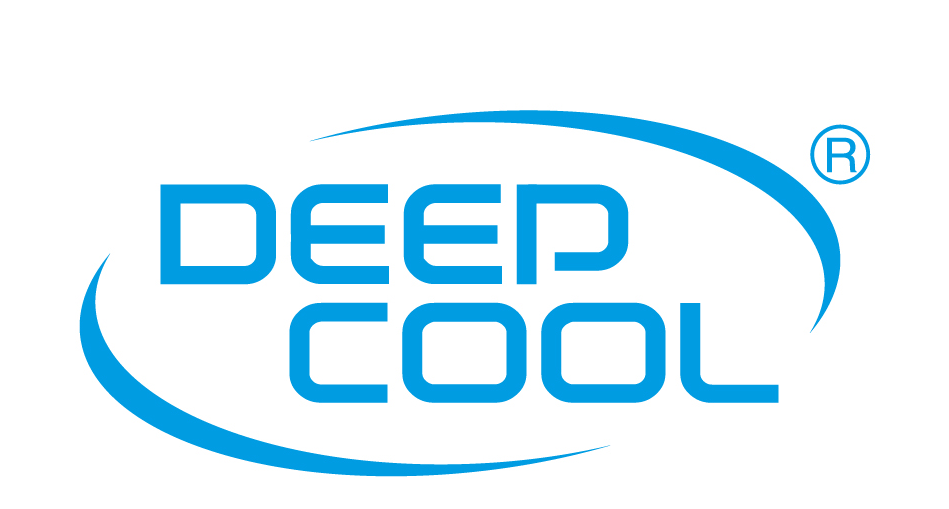
الشعار القديم لديب كول (حتى)

في 11 يناير 2021، كشفت الشركة عن هوية مُحدَّثة لعلامتها التجاريَّة، مع تغيير الموقع الإلكتروني الرَّسمي، إضافةً إلى الشعار.

## انظُر أيضًا
- آركتيك [الإنجليزية]
- كولر ماستر
- ثيرمال تيك [الإنجليزية]
- ثيرمال رايت [الإنجليزية]
- زالمان [الإنجليزية]